# Psychotria boquetensis
Psychotria boquetensis är en måreväxtart som beskrevs av John Duncan Dwyer. Psychotria boquetensis ingår i släktet Psychotria och familjen måreväxter. Inga underarter finns listade i Catalogue of Life.